# Eduard Waghemansbrug
De Eduard Waghemansbrug is een liggerbrug in het Antwerpse district Merksem over de A1/E19 en de HSL 4. De brug verbindt Merksem met Ekeren.
De brug is genoemd naar Eduard Waghemans, de burgemeester van Merksem tussen 1969 en 1976. De benoeming gebeurde door de gemeenteraad van Antwerpen op 13 september 1994. 
Deze mag niet verward worden met de brug met dezelfde naam op het grondgebied van Deurne (Antwerpen), beter bekend als de Brug van de Azijn. Deze ligt op de N130 en verbindt Deurne met Merksem over het Albertkanaal, en werd tot op vandaag niet naar een persoon vernoemd.